# Art Strauss
Arthur "Art" Strauss var en engelsk kompositör av populär- och underhållningsmusik, vars kompositioner (inte minst melodin "Blue Velvet") också använts som musik i flera filmer, bland annat i Sverige.
Strauss, vilken främst var aktiv under 1930- och 1940-talen, samarbetade ofta med andra i sina kompositioner, inte minst med sångaren Bob Dale (egentligen Robert Dale). Tillsammans med Sonny Miller komponerade Strauss och Dale under andra världskriget melodin They Can't Black Out The Moon (en anspelning på tidens mörkläggningar), vilken blev en stor hit för sångaren Sam Browne och även spelades in av bland annat den populäre orkesterledaren Harry Roy.  Strauss' och Dales komposition Flight Of The Toy Balloon har i modern tid nyutgivits i på CD:n The Golden Age of Light Music - Highdays and Holidays (GLCD 5115).

## Filmer där musik av Art Strauss förekommer
- 1950 - Restaurant Intim
- 1955 - Resa i natten
- 1959 - Lejon på stan
- 2000 - The Crew[6]